# Cratere Lawrence
Lawrence è un cratere lunare di 24,02 km situato nella parte nord-orientale della faccia visibile della Luna.